# Thị trấn Thể thao Hwaseong
Thị trấn Thể thao Hwaseong (tiếng Hàn Quốc: 화성종합경기타운) là một khu liên hợp thể thao ở Hwaseong, Gyeonggi, Hàn Quốc. Khu liên hợp bao gồm Sân vận động Hwaseong và Nhà thi đấu trong nhà Hwaseong.

## Cơ sở vật chất

### Sân vận động Hwaseong
Sân vận động Hwaseong là sân vận động đa năng, được hoàn thành vào năm 2011. Sân được sử dụng chủ yếu cho các trận đấu bóng đá. Sân vận động có sức chứa 35.265 khán giả.
World Soccer gọi Sân vận động Hwaseong là "mẹ của tất cả những con voi trắng" trong một bài báo năm 2015. Sân vận động có chi phí xây dựng 175 triệu đô la và là sân nhà của Hwaseong FC, một đội bán chuyên nghiệp thi đấu tại K3 League (giải hạng ba).
Sân đã tổ chức các trận đấu vòng loại World Cup của Hàn Quốc, bao gồm trận đấu với Lào tại vòng loại World Cup 2018 và trận đấu với Sri Lanka tại vòng loại World Cup 2022. Sân vận động này cũng đã tổ chức các trận đấu bóng đá tại Cúp bóng đá Đông Á 2013 và Đại hội Thể thao châu Á 2014.

### Nhà thi đấu trong nhà Hwaseong
Nhà thi đấu trong nhà Hwaseong là nhà thi đấu của đội bóng chuyền nữ chuyên nghiệp Hwaseong IBK Altos, đang thi đấu tại V-League.